# Répartition géographique de l'occitan

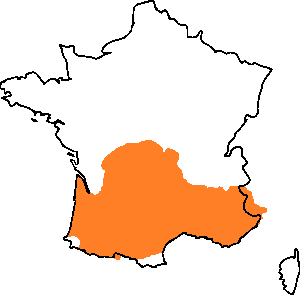
L'occitan en France et en Europe.

Le domaine d'origine de l'occitan correspond à des territoires relevant aujourd'hui de quatre États européens : 
- la France : 33 départements du sud du pays (39 en comptant les départements minoritairement occitans),
- l'Italie : 14 vallées occitanes (dans les Alpes piémontaises) et Guardia Piemontese en Calabre,
- l'Espagne : le Val d’Aran
- Monaco.

L'ensemble de ces territoires est aujourd'hui appelé Occitanie.
On constate la présence d'occitanophones hors de ces territoires, dans différents pays d'Europe et du reste du monde.

## Définitions
On appelle « occitanophones » les personnes d'expression occitane, en distinguant les « occitanophones naturels » (locuteurs natifs), possédant la langue du fait d'une transmission familiale, et les « néo-locuteurs », qui ont appris l'occitan en dehors du cadre familial.

## L'Occitanie: domaine de l'occitan

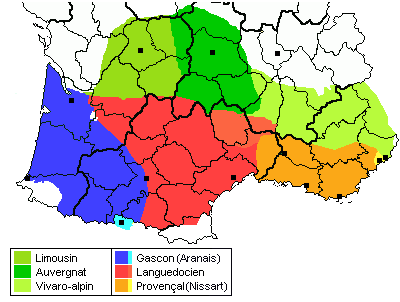
Carte des dialectes occitans et des régions administratives actuelles

### France
La France inclut la plus grande partie de l'Occitanie, située principalement dans quatre régions du sud du pays, le « Midi ».

#### Région Auvergne-Rhône-Alpes
Dans le Massif central, le Forez et la Basse-Auvergne (Limagne, autour de Clermont-Ferrand) ont connu un recul de l’occitanophonie, à la différence du Cantal et de de la Haute-Loire où la langue occitane est encore parlée par une partie de la population.
Au nord-est de la région, le Lyonnais et le Dauphiné septentrional, zones de parlers intermédiaires entre l'occitan et le francoprovençal, sont devenues très tôt francophones.
Au sud-est, l'Ardèche est occitanophone dans sa quasi-totalité, ainsi que la plus grande partie de la Drôme et le sud de l'Isère. 

#### Région Nouvelle-Aquitaine
L'occitan est parlé dans la plus grande partie de la région, sauf dans les territoires basques des Pyrénées-Atlantiques (au sud de l'Adour, du littoral à la Soule) et les territoires de langue d'oïl au nord (Poitou-Charente). 
L'occitan de cette région appartient à l'aire du gascon (au sud-ouest de la Garonne), ou à l'aire du limousin.
Dans le nord de la région, le recul de l’occitan a été important à la fin de la guerre de Cent Ans (Charente, Charente-Maritime, nord de la Gironde (pays Gabay) et sur quelques communes de l'ouest du Périgord (Dordogne) (voir Occitan de l'Aguiaine †). Le tiers oriental de la Charente, notamment la Charente limousine et cinq communes du département de la Vienne (Pressac, Availles-Limouzine, Millac, Mouterre-sur-Blourde et Coulonges sont toujours occitanophones.
Dans le Limousin (Haute-Vienne, Creuse, Corrèze), l’occitan est parlé par les gens de plus de 40 ans mais la langue trouve un nouveau souffle avec la formation de professeurs d’occitan. 

#### Région Occitanie
La quasi-totalité des Pyrénées-Orientales est catalonophone, sauf le Fenouillèdes. Le reste de la région est occitanophone.
La langue occitane est très affaiblie dans les régions de plaine, mais se maintient dans les Cévennes gardoises (autour d’Alès), en Lozère (avec le parler gévaudanais) et dans les Corbières (département de l'Aude). 
La langue est très affaiblie dans la partie languedocienne, menacée dans la partie gasconne, mais beaucoup de jeunes Gascons la reprennent.[réf. nécessaire]
Elle se maintient assez bien en Haute-Guyenne (Aveyron et moitié nord du Lot).

#### Région Provence-Alpes-Côte d'Azur
Dans cette région, l'occitan relève de l'aire du provençal (avec trois variante : rhodanien, maritime, niçois) ou du vivaro-alpin. 
Dans l'est des Alpes-Maritimes, territoire qui n'a été intégré à la France qu'en 1860, la situation linguistique est complexe. Le parler traditionnel principal est le niçois, mais les hautes vallées de la Roya et de la Bévéra parlent des dialectes de transition avec le ligure alpin. 
Quelques isolats ligures (figoun) (Biot, Vallauris, Mouans-Sartoux, Mons et Escragnolles) ont aussi été réoccitanisés en même temps que francisés.

#### Le «croissant» linguistique de Confolent à Montluçon
L'occitanophonie concerne seulement la bordure sud de cette région, appelée « le Croissant » (lo Creissent en occitan). Il s'agit d'une zone de transition entre langue d'oc et langue d'oil, allant du pays de Confolens (Charente), appelé Charente limousine, à Montluçon (Allier), en passant par Guéret (Creuse).

### Italie

#### Région du Piémont
Dans la plus grande partie de cette région, on parle traditionnellement piémontais ou lombard, en dehors de l'italien, langue nationale.
Mais les hautes vallées situées à l'ouest de Turin (Val de Suse, etc.), dites vallées occitanes, sont occitanophones (nord-occitan) et le versant italien du col de Tende parle provençal. 

#### Région de Calabre: Guardia Piemontese
La commune de Guardia Piemontese, situé dans la province de Cosenza, est une enclave linguistique, avec un dialecte occitan de type vivaro-alpin, le gardiol, qui est encore utilisé dans cette commune. Environ 75 % de ses habitants déclarent le parler couramment. Ce village a en effet été fondé par des Vaudois piémontais venus de la commune de Bobbio Pellice pour échapper au persécutions religieuses au XIIIe siècle. Leur parler occitan a perduré depuis lors. 
Le village de San Sisto dei Valdesi, fraction de la commune de San Vincenzo La Costa, est un ancien village vaudois qui tente de réactiver l’usage de l’occitan. 
D'autres villages de la province de Cosenza ont aussi été peuplées par des occitans vaudois : Montalto Uffugo, San Vincenzo La Costa et Vaccarizzo Albanese, mais l'usage de l'occitan y a disparu.

### Espagne: le Val d'Aran
Une forme du gascon, l’aranais, est parlée dans le Val d'Aran (région de Catalogne, province de Lérida), qui correspond à la haute vallée de la Garonne. 
L'aranais est une langue officielle de Catalogne, au même titre que le catalan et le castillan.

### Monaco
La langue traditionnelle à Monaco est le ligure monégasque.
La présence de l'occitan à des époques ancienne est sujette à controverses. Une forme d’occitan italianisé a été parlée par les ouvriers nissophones venus travailler en principauté[Quand ?]. 
En 2006, la proportion de locuteurs du niçois était évaluée à 15 % des habitants de la principauté, qui sont pour une part des travailleurs venus des communes françaises avoisinantes.

## L’occitan hors d'Occitanie autrefois et de nos jours
Des communautés de langue occitane ont existé ailleurs dans le monde, liées aux croisades, aux persécutions religieuses, à la colonisation française et à l'émigration vers le Nouveau Monde. Il arrive que des gens parlent encore un dialecte occitan, ou aient au moins conservé l'usage de quelques mots mêlés à la langue locale.

### Colonies occitanes anciennes en Europe
- France : Saint-Eutrope (Charente) : située à 10 km de la limite linguistique oïl/oc en Charente, cette commune, située à 40 km au sud d'Angoulême et 40 km au nord-ouest de Ribérac, est une enclave occitane (dialecte limousin) en terre d'oïl[11],[12].
- Allemagne : autour de Heilbronn (Wurtemberg) jusqu’au début du XXe siècle[13], à la suite du départ de Vaudois de la vallée du Cluson ;
- Espagne : au Pays basque[14], à Saint-Sébastien, à Fontarabie et Pasajes, le gascon est parlé jusqu’au début du XXe siècle).
- Italie : en plus de Guardia Piemontese, il y a eu des colonies aujourd'hui éteintes dans les Pouilles (Volturara Appula, et peut-être Motta Montecorvino et Monteleone di Puglia[15]), en Campanie (San Marco dei Cavoti[16], et possiblement, Montaguto[15], Ariano Irpino et San Bartolomeo in Galdo[17]), et en Calabre (San Sisto dei Valdesi, Montalto Uffugo, San Vincenzo La Costa et Vaccarizzo).
- Suisse : dans le canton de Vaud on trouve, sur les contreforts orientaux du massif du Jura, une petite commune nommée Provence, et un quartier du même nom à Lausanne[18].
- Portugal : les régions de l'Haut Alentejo et de la Beira Baixa ont été repeuplée par des occitanophones au début du XIIIe siècle comme en témoignent de nombreux toponymes (Proença-a-Velha, Provença-a-Nova, Tolosa, Nisa, Castelo Branco, Vila Velha de Ródão, etc.) et certaines caractéristiques du dialecte local (comme les sons ü ou ö)[19].

### Colonies occitanes anciennes hors d'Europe

#### Amérique latine
Lieux d'implantations d'occitanophones :
- Guyane
- Mexique
- Uruguay
- Antilles
- Argentine : notamment Pigüé (province de Buenos Aires[20])
- Brésil
- Chili, etc.

#### Amérique du Nord
- États-Unis : villes appelées Montpelier (Idaho), Oregon, Californie, Vermont), Valdese (« Vaudois ») (Caroline du Nord)[21], Monett (Missouri) ; en Louisiane autour de Bâton-Rouge, d'Arnaudville et de Houma, on utilise un parler cadien occitan.
- Canada : en divers endroits du Québec, surtout dans la municipalité de Vaudreuil-Soulanges.

#### Moyen-Orient: le comté de Tripoli (1102-1289)
Situé dans l'actuel Liban, le comté de Tripoli, État latin issu de la première croisade, est fondé par le comte de Toulouse Raymond de Saint-Gilles. 
La plupart des habitants venaient d’Occitanie et d’Italie[réf. nécessaire]. 
Le comté de Tripoli disparait en 1289, à la suite de la conquête de Tripoli par les Mamelouks d'Egypte, mettant fin à toute présence croisée en Asie.

### Migrations contemporaines d'occitanophones
Les occitanophones ayant quitté leur village pour des raisons de travail se trouvent[Quand ?] surtout en région parisienne et dans les villes du Nord de lʼItalie.

### Occitanophones non occitans (l'enseignement de l'occitan hors d'Occitanie)
En Catalogne, l’apprentissage de l’occitan est possible à l’école, y compris hors du val d'Aran. La mise en place de mesure pour assurer la co-officialité de l'occitan incite des adultes non-occitans à se former[réf. nécessaire].
L'occitan est également enseigné au Japon, en Australie, en Autriche.
La réalité occitane est une part constitutive de la culture européenne. La langue et la culture occitanes peuvent s’étudier un peu partout dans le monde, notamment dans les universités en de nombreux pays : Allemagne, Belgique, Brésil, Canada, Danemark, Espagne, États-Unis, Finlande, France, Grande-Bretagne, Italie, Japon, Pays-Bas, Roumanie et en Suisse.

## Question du nombre de locuteurs
Il n'existe pas de données statistiques valables qui permettent réellement de connaître les compétences des locuteurs en occitan, celles-ci pouvant aller d'une simple compréhension passive à un usage solide, tant à l'oral qu'à l'écrit. De plus, la connaissance par la population de notions plus ou moins importantes d'occitan est largement ignorée, l'usage répandu du francitan dans le Sud de la France n'étant presque jamais pris en compte. De ce fait, le nombre de ses locuteurs varie fortement en fonction de la méthodologie employée pour le calculer ainsi que de l'étendue de la zone géographique retenue.
Un fait important et a priori irrémédiable, sauf changement prochain et radical de la politique d' emploi et d'enseignement de l'occitan par les diverses collectivités publiques et administratives, est que la grande majorité des locuteurs occitans sont des personnes âgées et très âgées et que le pourcentage de transmission de la langue aux générations suivantes est très faible. Chaque jour les locuteurs occitans meurent, de vieillesse, par centaines, et par dizaines de milliers chaque année, sans qu'ils soient remplacés par des locuteurs plus jeunes.
Plusieurs chiffres sont avancés :
- En 2020, une enquête menée par l'Office Public pour la Langue Occitane (OPLO) estime à environ 540 000 locuteurs pour les seules régions Nouvelle-Aquitaine et Occitanie[25]. Il est à noter que cette enquête s'est déroulée en occitan pour les personnes se déclarant locutrices de la langue afin de certifier leur niveau de compétence[26].
- Alors qu'en 2009 SIL International annonçait encore le chiffre de 2 048 310 locuteurs d'occitan[27], l'édition de 2014 indique que la langue ne serait aujourd'hui parlée que par 218 310 personnes, principalement en France (110 000 personnes), en Espagne, en Italie et à Monaco. Cette très forte baisse de l'évaluation du SIL s'appuie sur une étude française réalisée en 2012 par Fabrice Bernissan. Ces chiffres sont bien inférieurs à ceux régulièrement avancés[28]. L'UNESCO indique à plusieurs reprises le manque de crédibilité de l'évaluation de l'occitan par SIL International sur son site ethnologue[29].
  - Les chiffres indiqués proviennent d'une extrapolation de données réalisées dans les Hautes-Pyrénées auprès de 2 500 personnes principalement nées avant 1935 et originaires de 267 communes rurales du département. L'auteur de l'étude, Fabrice Bernissan, estime qu'il y a au niveau départemental 3 785 locuteurs natifs auxquels il ajoute 300 néo-locuteurs supposés sur un total de 227 000 habitants. Il étend ses estimations au niveau français à une valeur médiane de 110 000 locuteurs de l’occitan, avec un total maximum de 267 872. L'ensemble des non-locuteurs plus ou moins imprégnés serait de 1 200 000 personnes en France[30],[31],[32]. Outre la méthodologie limitant l'enquête à certaines populations, l'étude propose une nouvelle catégorisation suivant le degré de connaissance et le type d’apprentissage de la langue. Ne sont comptabilisés comme locuteurs que des personnes capables de soutenir une conversation en occitan pour lesquels la langue commune d’usage a été transmise dès la petite enfance et des personnes, majoritairement des professionnels de l'occitan, s'étant réapproprié la langue à la suite d’une démarche d’apprentissage. Les non-locuteurs étant des personnes qui peuvent par ailleurs avoir développé de fortes compétences linguistiques et sont au minimum capables de saisir globalement le contenu d’un discours.
- D'après les données fournies par Étienne Hammel ; Philippe Martel, directeur de recherche au CNRS avance le chiffre de 583 000 personnes[33]. Mais il reconnaît lui-même la faible probabilité du chiffre énoncé : « Du point de vue quantitatif, il y a peu à attendre d’une telle enquête... Disons-le : nous ne savons pas combien il y a d’occitanophones dans ce pays ».
- L'INED (Institut national d'études démographiques) a estimé dans un premier temps les occitanophones en France à 526 000 puis à 789 000[33]. L'étude étant basée sur l'enquête famille du recensement de 1999. La délégation générale à la langue française et aux langues de France n'a retenu que le premier chiffre de 526 000 dans sa communication sur les langues de France en 2009[34].
- À partir de la même enquête « famille » du recensement de 1999, l'INSEE (Institut national de la statistique et des études économiques) a estimé que 610 000 personnes utilisent quotidiennement l'occitan en France sur un total de 1 670 000 locuteurs[35]. L'enquête a toutefois fait l'impasse sur quatre départements où l'occitan a encore une pratique dense, notamment l'Aude[36].
- Christiane Taubira, garde des sceaux et ministre de la justice française déclare devant le sénat en 2015 qu'il y a 2 000 000 de locuteurs d'occitan[37].
- Le projet Langues en danger annonce en 2017 environ 2 200 000 locuteurs natifs d'occitan dans le monde dont auvergnat 150 000, gardiol 300, gascon 250 000, languedocien >1 000 000, limousin 400 000, provençal ~200 000 et vivaro-alpin 200 000. Il manque les données sur Monaco.
- Le linguiste britannique George Law Campbell (en) donne une fourchette entre 2 et 3 millions de locuteurs en l'an 2000[38].
- L’enquête Euromosaic donne environ 3 000 000 de locuteurs par extrapolation des résultats en Midi-Pyrénées (France), dont plus de 2 000 000 l'utiliseraient en famille[38],[39].
- Selon "Minority Rights Group International", l'occitan compterait 3 000 000 de locuteurs avec d'excellentes connaissances, et 6 000 000 de locuteurs en tout si on y ajoute ceux qui ont des connaissances de l'occitan[40].
- 3 500 000 locuteurs en rassemblant les données issues de sondages, enquêtes et recensements sur plusieurs régions[41].
- Un numéro de « Courrier International »[42] donnait 3 600 000 locuteurs uniquement en France, dont 2 millions parleraient auvergnat plus précisément. Toutefois, toujours en France, ce seraient environ sept millions de personnes qui comprendraient l'occitan sans pratiquer (bilinguisme passif).
- 4 000 000 locuteurs selon l'Union latine[38].
- Mercator Média, soutenu par la Commission européenne et l'université du Pays de Galles, donne entre 5 et 6 millions de personnes capables de parler occitan dont 1,5 million de locuteurs qui le parlent quotidiennement[38],[43].
- Selon l'encyclopédie des Nations sans État, environ 6 millions d'occitans auraient, en 1991, une certaine compréhension des dialectes occitans[44].
- Certains chercheurs lui donnent jusqu’à sept millions de locuteurs en France, en Italie et en Espagne (Quid France 2004).
- Le géolinguiste et président du conseil de recherche de l'Observatoire linguistique Roland Breton (1976, confirmé en 1994) donne 8 000 000 de locuteurs[38].
- La linguiste et romaniste Brigitte Schlieben-Lange (de) (1993 : 218) montre que les chiffres peuvent varier de 1 à 10 millions[38].
- Dix à douze millions selon le linguiste Jean-Marie Klinkenberg[45].

Les plupart des différentes sources ne distinguent pas la pratique active et la connaissance passive, sans compter les différents contextes d'usages de la langue (diglossie). Par ailleurs, l'évaluation du nombre d'occitanophones peut être restreinte localement ou être étendue à plusieurs régions du monde. En réalité, il n’existe aucune enquête indépendante, globale et approfondie sur laquelle s’appuyer.
« 
Les difficultés à dénombrer les locuteurs sont de plusieurs ordres :
- idéologique : certains ont intérêt à grossir les chiffres, d’autres à les minimiser ;
- théorique : comment définir un « locuteur d’occitan », en sachant qu’il faut distinguer entre compétence passive et compétence active ? On trouve un grand nombre de locuteurs ayant une compétence passive en occitan, d’autant plus que les variétés régionales de français du Sud de la France sont encore fortement imprégnées par le substrat ;
- méthodologique : comment trouver les locuteurs en sachant que nombre d’entre eux n’osent pas se déclarer occitanophones, ou déclarent ne parler que « patois » ? »

— Données collectées par l’Union latine qui œuvre à la mise en valeur de l’héritage culturel de ses 37 pays membres, relecture et informations complémentaires de Henri Giordan (LEM) et Marie Jeanne Verny (FELCO), 2011, Programme Sorosoro, pour que vivent les langues du monde !
Malgré les différences statistiques, toutes s'accordent à montrer que le français est aujourd'hui plus parlé que l'occitan en Occitanie sous l'effet de la politique linguistique française. L'occitan est passé du statut de langue majoritaire encore dans les années 1900 à celui de langue minoritaire et menacée.
En 1864, lors de la dernière enquête linguistique précise et quantifiée sur les parlers en France, c’est en Occitanie que l’on connaissait la plus forte proportion de Français ignorant la langue nationale. Sur 21 départements, 40 % de la population était occitanophone unilingue, avec des résultats montant à plus de 90 % de la population dans certains départements. Les situations intermédiaires dues au conflit linguistique n'avaient volontairement pas été évaluées (connaissances ou utilisations partielles de l'occitan : bilinguisme actif, bilinguisme passif et diglossie).
En France et à Monaco, la diglossie au profit du français est constante et menace l'occitan. En Italie, la diglossie au profit de l'italien reste forte. En Catalogne, malgré la récente officialité de l'occitan, la diglossie en faveur de l'espagnol est toujours présente car elle reste la langue avec le plus de poids en Espagne. Dans tous les pays les locuteurs d'occitan sont au minimum bilingues.

## Statut actuel de l’occitan

### Espagne

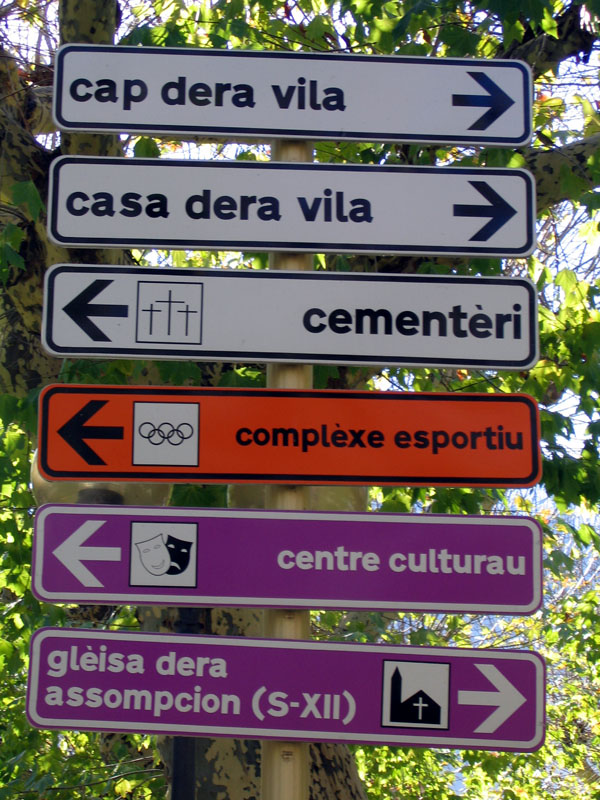
Des panneaux en occitan (aranais) à Bossòst

- L’occitan a un statut coofficiel en Catalogne au même titre que le catalan et l’espagnol. La forme employée est celle de l’occitan utilisé dans le val d'Aran. C’est la cinquième langue constitutionnelle de l’Espagne.
- En Val d'Aran, dans le pré-scolaire, environ 60 % des élèves reçoivent la majeure partie de l’enseignement en occitan. Dans le primaire et le premier cycle du secondaire, l’enseignement de l’aranais est obligatoire dans tous les établissements et tous les élèves reçoivent une partie de l’enseignement en aranais. Les élèves âgés de 10 ans et plus suivent des cours d’aranais à raison de deux heures par semaine et étudient certaines matières, dont les sciences sociales, en aranais. Dans le dernier cycle du secondaire et la formation technique, bien que les élèves suivent de manière obligatoire des cours d’aranais, l’introduction de cette langue comme moyen d’enseignement est moins avancée qu’aux échelons inférieurs. Il n’y a pas d’enseignement supérieur en occitan faute d’établissement de ce niveau en Val d’Aran.

### France
- L'occitan n'y a pas de statut.

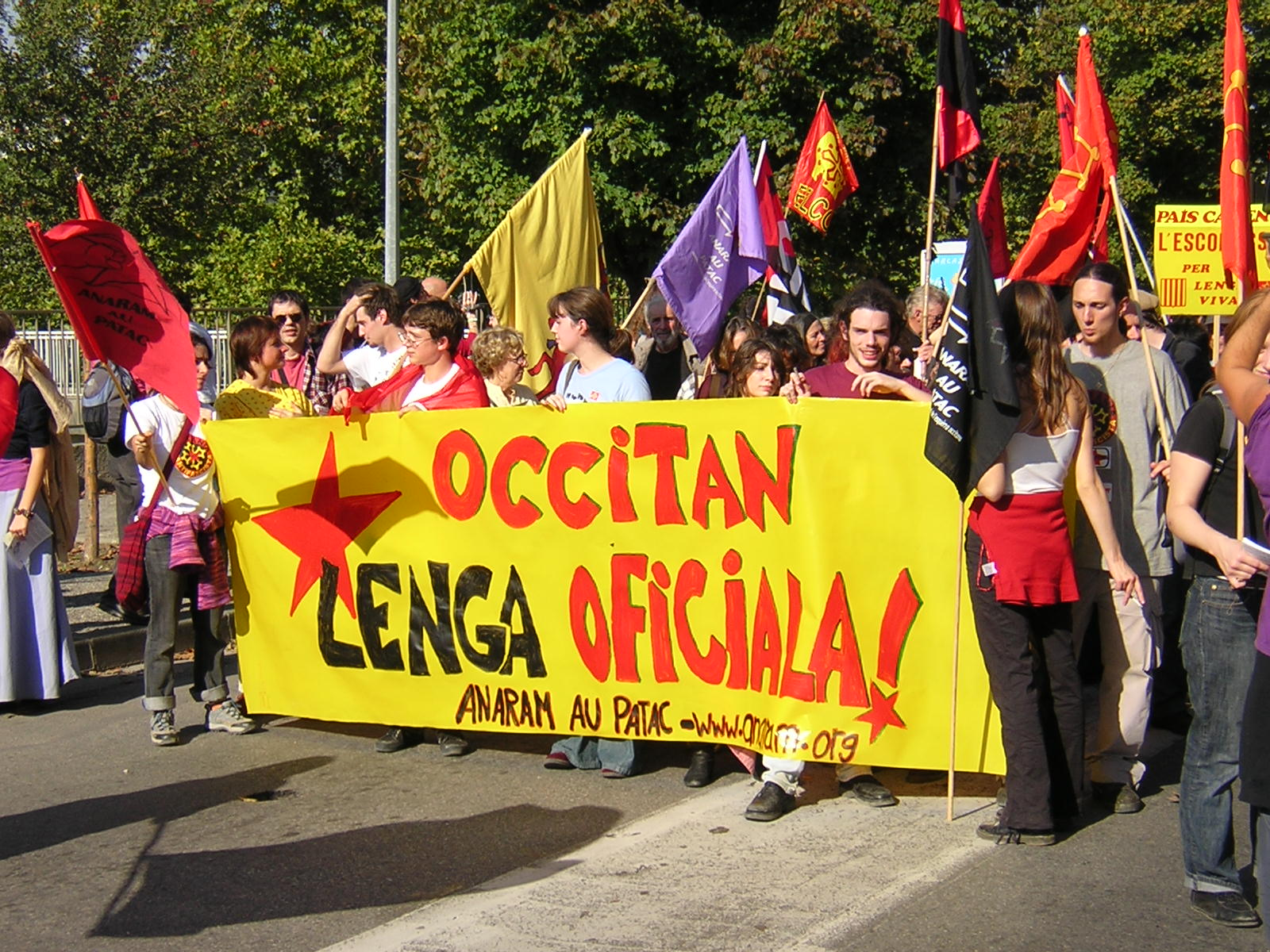
22 octobre 2005 : Manifestation de plus de 12000 personnes à Carcassonne pour la reconnaissance de l'occitan comme langue officielle ainsi que son usage dans l'éducation et les médias.

- Le français est la seule langue officielle mais l'article 75-1 de la Constitution reconnait que « Les langues régionales appartiennent au patrimoine de la France ». Avant cela, l’État français avait modifié l’article 2 de la Constitution en 1992 pour affirmer que « La langue de la République est le français ». Cet article est utilisé (Conseil constitutionnel, Conseil d’État) pour favoriser le français au détriment des autres langues, contre les langues étrangères (notices commerciales en français, etc.) mais également contre les langues minoritaires françaises (langues régionales). Ainsi, la France a signé mais n’a pas ratifié la Charte européenne des langues régionales ou minoritaires après avis contraire du Conseil constitutionnel. De nombreux politiciens français sont toujours opposés à cette ratification car ils y voient une atteinte à l’identité républicaine française[47].
- Seul l’emploi du français est permis dans les tribunaux, sauf cas de force majeure pour de rares sujets monolingue occitan, bientôt disparus.
- La mise en place du Code de l’éducation a aussi réduit les possibilités offertes par la loi Deixonne, qui a été remplacée par cette loi : voir la politique des langues régionales et minoritaires (lois sur les langues régionales, enseignement…)[48].
- Dans certaines communautés de l’Occitanie, on retrouve un affichage bilingue incluant la variante locale de la langue occitane.
- En 2005, 78 000 élèves apprenaient l'occitan dans les écoles publiques[49] ainsi que 2 100 dans les écoles associatives Calandreta.
- Ces dernières années deux grandes manifestations unitaires pour la langue occitane ont rassemblé 12 000 personnes environ à Carcassonne en octobre 2005 et octobre 2009 et 20 000 personnes environ à Béziers en mars 2007. Des gens de toutes tendances politiques et de tous dialectes occitans ont ensemble réclamé à ces deux occasions une plus grande reconnaissance des pouvoirs publics pour la langue occitane, une présence amplifiée de la langue dans les médias publics et un accès facilité à l’apprentissage de la langue à l’école publique.

### Italie
- L'occitan y a un statut protégé nominativement par la loi mais l'italien reste la seule langue officielle dans la constitution. Son usage est autorisé dans lʼadministration pour les communes qui en font la demande, dans lʼenseignement, et les médias.
- Le parlement italien a adopté en 1999 une loi destinée aux minorités linguistiques du pays : loi du 15 décembre 1999, no 482, « Norme in materia di tutela delle minoranze linguistiche storiche », en français : « Normes en matière de protection des minorités linguistiques historiques »[50]. L’article 2 de la loi est explicite, car il énumère les minorités touchées par la loi : y sont compris les Occitans et les Catalans. En vertu de l’article 6 de la Constitution et en harmonie avec les principes généraux établis par les organisations européennes et internationales, la République protège la langue et la culture des populations albanaise, catalane, autrichienne, grecque, slovène et croate, et de celles qui parlent le français, le francoprovençal, le frioulan, le ladin, l’occitan et le sarde. Le décret du président de la République du 2 mai 2001, no 345 sert de règlement d'application de la loi du 15 décembre 1999 portant sur les règles de protection des minorités linguistiques historiques[51]. Il y est fixé notamment l'emploi de la langue des minorités dans les écoles de premier degré, les initiatives dans le domaine scolaire et universitaire en faveur de la langue des minorités, l'emploi de la langue des minorités par les élus locaux et régionaux, la publication des actes officiels de l'État dans la langue, l'emploi oral et écrit des langues dans les bureaux des administrations publiques, la reconnaissance du droit au rétablissement des noms et prénoms d'origine, l'usage des langues dans la toponymie et les services publics de la radiotélévision.
- Sur le plan régional, les autorités du Piémont accordent un soutien financier limité aux associations occitanes de promotion et défense de l’occitan.

### Monaco
- L'occitan n'y a pas de statut.
- Le français est la seule langue officielle. Le monégasque (dialecte ligure) bénéficie d’un certain soutien de l’État. Le niçois serait quant à lui compris ou parlé par 15 % de la population[9]. L'Académie monégasque des langues dialectales fait une large place à la langue d'oc[52].

### Europe
- La langue occitane n’est pas reconnue comme une langue officielle de l'Union européenne. En effet, les trois pays européens concernés n’ont pas officialisé leurs langues régionales au niveau de l’Europe. Ces langues ne sont pas des langues officielles de travail et l’occitan a seulement un statut de langue régionale et minoritaire.
- Dans le cadre de la coopération européenne, l'occitan est une langue officielle d'institutions transfrontalières: le GECT Pyrénées-Méditerranée remplaçant l'Eurorégion Pyrénées-Méditerranée concerne l'Espagne et la France, et la Communauté de travail des Pyrénées concerne l'Andorre, l'Espagne et la France.